# کریس وج
کریس وج (انگلیسی: Chris Wedge؛ زاده ۲۰ مارس ۱۹۵۷) کارگردان، تهیه‌کننده، فیلم‌نامه‌نویس، کارتونیست و صداپیشه اهل ایالات متحده آمریکا است. وی از سال ۱۹۸۲ میلادی تاکنون مشغول فعالیت بوده‌است. وج بیشتر برای کارگردانی عصر یخبندان (۲۰۰۲)، ربات‌ها (۲۰۰۵)، حماسه (۲۰۱۳) و ماشین‌های هیولا (۲۰۱۶) شناخته‌می‌شود. وی یکی از بنیان‌گذاران بلو اسکای استودیو بود و صداپیشگی شخصیت اسکرات را در مجموعه فیلم‌های عصر یخبندان به‌عهده‌دارد.
کریس وج در بینگهمتون، نیویورک متولد شد. او از ۱۲ سالگی به ساخت انیمیشن علاقه‌مند شد و در زمینه گرافیک رایانه‌ای مشغول تحصیل در دانشگاه شد. وی در دانشگاه نیویورک با کارلوز سالدانیاملاقات کرد که بعدها در زمینه کارگردانی با او همکاری کرد. وج یکی از بنیان‌گذاران بلو اسکای استودیو بود و تا زمان بسته شدن استودیو توسط کمپانی والت دیزنی یکی از معاونان توسعه آن بود.
وج تا کنون یک‌بار برنده و یک بار نامزد دریافت جایزه اسکار و دوبار نامزد دریافت جایزه آنی شده‌است.

## فیلم‌شناسی

### سینمایی
| سال  | عنوان                        | نقش صدا                 | یادداشت                    |
| ---- | ---------------------------- | ----------------------- | -------------------------- |
| ۱۹۸۲ | ترون                         |                         | مدل‌ساز سه‌بعدی              |
| ۱۹۹۷ | بیگانه: رستاخیز              |                         | سرپرست هنری                |
| ۲۰۰۲ | عصر یخبندان                  | اسکرات/دودو             | کارگردان و صداپیشه         |
| ۲۰۰۵ | ربات‌ها                       | واندربات                | کارگردان و صداپیشه         |
| ۲۰۰۶ | عصر یخبندان: ذوب             | اسکرات                  | تهیه‌کننده اجرایی و صداپیشه |
| ۲۰۰۸ | هورتون صدایی می‌شنود          |                         | تهیه‌کننده اجرایی           |
| ۲۰۰۹ | عصر یخبندان: ظهور دایناسورها | اسکرات                  | تهیه‌کننده اجرایی و صداپیشه |
| ۲۰۱۱ | ریو                          |                         | تهیه‌کننده اجرایی           |
| ۲۰۱۲ | عصر یخبندان: رانش قاره‌ای     | اسکرات                  | تهیه‌کننده اجرایی و صداپیشه |
| ۲۰۱۳ | حماسه                        | اسکرات (لوگو بلو اسکای) | کارگردان و نویسنده         |
| ۲۰۱۴ | ریو ۲                        | اسکرات (لوگو بلو اسکای) | تهیه‌کننده اجرایی           |
| ۲۰۱۵ | فیلم بادام زمینی             | اسکرات (لوگو بلو اسکای) |                            |
| ۲۰۱۶ | عصر یخبندان: مسیر برخورد     | اسکرات                  | تهیه‌کننده اجرایی و صداپیشه |
| ۲۰۱۷ | ماشین‌های هیولا               |                         | کارگردان                   |
| ۲۰۱۷ | فردیناند                     | اسکرات (لوگو بلو اسکای) | تهیه‌کننده اجرایی           |
| ۲۰۱۹ | جاسوسان نامحسوس              | اسکرات (لوگو بلو اسکای) | تهیه‌کننده اجرایی           |

### فیلم کوتاه
| سال  | عنوان                         | نقش صدا | یادداشت                                         |
| ---- | ----------------------------- | ------- | ----------------------------------------------- |
| ۱۹۹۸ | خرگوش                         |         | کارگردان و فیلم‌نامه‌نویس                         |
| ۲۰۰۲ | پر از بلوط                    | اسکرات  | تهیه‌کننده اجرایی و صداپیشه                      |
| ۲۰۰۶ | زمانی برای بلوط نیست          | اسکرات  | تهیه‌کننده اجرایی و صداپیشه                      |
| ۲۰۰۸ | نجات سید                      | اسکرات  | تهیه‌کننده اجرایی و صداپیشه                      |
| ۲۰۱۱ | عصر یخبندان: ماموت کریسمس     | اسکرات  | تهیه‌کننده اجرایی و صداپیشه – فیلم ویژه تلویزیون |
| ۲۰۱۶ | عصر یخبندان: فرار بزرگ تخم‌مرغ | اسکرات  | تهیه‌کننده اجرایی و صداپیشه– فیلم ویژه تلویزیون  |

### بازی‌های ویدئویی
| سال  | عنوان                                       | نقش صدا |
| ---- | ------------------------------------------- | ------- |
| ۲۰۰۶ | عصر یخبندان ۲: ذوب                          | اسکرات  |
| ۲۰۰۹ | عصر یخبندان: ظهور دایناسورها                | اسکرات  |
| ۲۰۱۲ | عصر یخبندان: رانش قاره‌ای ‐ بازی‌های قطب شمال | اسکرات  |
| ۲۰۱۵ | بهمن عصر یخبندان                            | اسکرات  |
| ۲۰۱۹ | عصر یخبندان: ماجراجویی‌های بلوطی اسکرات      | اسکرات  |

## جوایز
| سال  | جایزه       | دسته‌بندی                                                          | کار         | نتیجه    |
| ---- | ----------- | ----------------------------------------------------------------- | ----------- | -------- |
| ۱۹۹۹ | جایزه اسکار | بهترین پویانمایی کوتاه                                            | خرگوش       | پیروز    |
| ۲۰۰۳ | جایزه اسکار | بهترین فیلم پویانمایی                                             | عصر یخبندان | نامزدشده |
| ۲۰۰۳ | جایزه آنی   | بهترین کارگردانی در تولید یک فیلم بلند (مشترک با کارلوز سالدانیا) | عصر یخبندان | نامزدشده |
| ۲۰۱۴ | جایزه آنی   | بهترین کارگردانی در تولید یک فیلم بلند                            | حماسه       | نامزدشده |